# Anthrax squamipes
Anthrax squamipes är en tvåvingeart som beskrevs av Wray Merrill Bowden 1980. Anthrax squamipes ingår i släktet Anthrax och familjen svävflugor. Inga underarter finns listade i Catalogue of Life.